# HMV Hammersmith Apollo
Pour les articles homonymes, voir HMV (homonymie).
L'HMV Hammersmith Apollo est une salle de concert située dans le quartier d'Hammersmith, à Londres, au Royaume-Uni. Ouverte en 1932, c'est une des plus célèbres salles de concerts au monde. Elle est généralement plus connue sous le nom de Eventim Apollo, ou son ancien nom d'Hammersmith Odeon. Le bâtiment est racheté en 2007 par la compagnie anglaise MAMA Group, et est renommé HMV Hammersmith Apollo, le 14 janvier 2009. On doit son architecture et sa décoration à Robert Cromie, dans le style de l'Art déco des années 1930.
Nombreux sont les groupes et les artistes à s'y être produits, notamment depuis les années 1960, date à laquelle la salle commença à être vraiment connue et reconnue. Cette dernière est notamment très souvent choisie pour l'enregistrement de concerts (par exemple Alchemy de Dire Straits).

## Histoire

### Premières années (1932–1960)
L'Hammersmith Odeon, ou plutôt le Gaumont Palace, son premier nom, a été construit sous la direction de Ronnie Cromie, qui le voulait dans le style de l'Art déco, de 1930 à 1932. Il pouvait contenir à l'époque jusqu'à 3500 spectateurs, ce qui était relativement important pour l'époque.

### Années 1960–1970
Les années 1960 furent le début de la renommée pour la salle, dans laquelle se produisirent tout d'abord les plus grandes stars américaines de l'époque telle que Tony Bennett, Ella Fitzgerald ou encore Louis Armstrong. Le bâtiment est rebaptisé, en 1962, sous le nom d'Hammersmith Odeon. Après une restauration, le nom de la salle est de nouveau changé en Labatt's Apollo. Malgré ce changement, la salle est presque toujours désigné sous le nom d'Hammersmith Odeon, ou sous l'abréviation populaire Hammy-O, que ce soit par les artistes ou par la population.
Fin 1964 et début 1965, les Beatles y effectuent une série de concerts qui resteront gravés dans les mémoires : 38 représentations réparties sur 21 nuits. Ils furent notamment accompagnés par les Yardbirds, en compagnie du guitariste Eric Clapton. En 1966, c'est à Johnny Cash que l'on doit un concert mémorable. La venue de ces prestigieux groupes et artistes va permettre à l'Hammersmith Odeon d'accroître sa popularité à la fin des années 1960, en particulier en Europe, et de devenir une salle de concerts incontournable.
Dans les années 1970, les grands artistes de l'époque s'y succèdent: David Bowie en 1973, Bruce Springsteen en 1975, Thin Lizzy et Bob Marley en 1977. Queen y joua également de très nombreuses fois, dont notamment en 1979 pour la première de quatre soirées de Concerts for the People of Kampuchea, un projet caritatif destiné à récolter des fonds pour les réfugiés cambodgiens ayant fui la dictature de Pol Pot. The Who, The Clash et Paul McCartney and Wings  seront les têtes d'affiches des trois autres soirées .
Supertramp fera la captation de leur concert du 9 mars 1975 qui ne sera publié qu'en 2001 avec le titre Is Everybody Listening?. Kate Bush y enregistre une vidéo live en 1979, tandis que Frank Zappa y enregistre des parties pour ses albums Sheik Yerbouti, Shut Up 'n Play Yer Guitar et Frank Zappa Hammersmith Odeon.

### Années 1980–1990
En 1980, ce sont les nouvelles stars de la musique qui intronisent la nouvelle décennie à l'Hammersmith Odeon. Se succèdent en particulier Gary Numan, qui y effectue ses premiers concerts, et surtout Ozzy Osbourne, lors de sa tournée Blizzard of Ozz. Whitesnake y enregistre son album Live...in the Heart of the City. 1981 reste l'année de la consécration pour la salle. En effet, la sortie du live No Sleep 'til Hammersmith, de Motörhead, va lui permettre d'accéder à la renommée, non plus seulement européenne, mais internationale. Ironie du sort, ce live ne fut même pas enregistré à l'Hammersmith Odeon, mais dans diverses salles d'Angleterre. L'année suivante, le groupe de heavy metal, Venom, incendiera accidentellement le plafond de la salle lors d'un de ses tumultueux concerts. En conséquence, Venom sera interdit d'Hammersmith Odeon pendant un an. Les dommages causés au plafond se révéleront en fait peu importants, et les concerts purent reprendre rapidement. Les trois années suivantes, de 1983 à 1986 donc, furent celle des grands concerts. Tears for Fears et Dire Straits enregistrèrent, lors de concerts mémorables, un album live (In My Mind's Eye pour le premier, Alchemy pour le second). L'année suivante c'est David Gilmour, guitariste de Pink Floyd qui se fait remarquer avec trois concerts à guichets fermés, que l'on peut retrouver sur le live David Gilmour Live 1984. Deux mois plus tard, Soft Cell y donne ses deux derniers concerts, le 6 et le 7 février.
Les années 1980 furent très prolifiques pour l'Hammersmith Odeon qui aura vu défiler les plus grands groupes de l'époque. Outre ceux déjà donnés plus haut, on pourra également citer des groupes telle que a-ha, Marillion, Public Enemy, Duran Duran ou encore U2.
En janvier 1990, on redonne au Labatt's Apollo son ancien nom d'Hammersmith Odeon. La salle commence à se diversifier: outre les concerts, la salle accueille également des comédies musicales et des humoristes. Pour la première fois, la salle accueille des comédies musicales, comme le célèbre Joseph and the Amazing Technicolor Dreamcoat d'Andrew Lloyd Webber et Tim Rice. En 1993, Michael Ball, étoile montante du théâtre anglais, y donne cinq représentations, toutes à guichets fermés.

### Années 2000–2010
Après avoir acquis un statut de salle mythique dans les années 1990, l'HMV entame le millénaire en s'ouvrant aux nouvelles musiques. Plutôt penchée vers les musiques rock et hard rock, les portes s'ouvrent sur les nouveaux courants pop et metal, notamment extrême, telle que des groupes de death metal. Ainsi se succèdent des groupes telle que In Flames, Nuclear Assault ou encore Nelly Furtado.
En 2002, une énième fois, la salle est renommée. Le nom d'Hammersmith Apollo est remplacé par celui de Carling Apollo, après un nouveau contrat avec les propriétaires, la firme américaine Clear Channel Entertainment.
La salle rouvre ses portes sous le nom d'Eventim Apollo le 7 septembre 2013, avec un concert de Selena Gomez,.

## Compton Pipe Organ
L'HMV Hammersmith Apollo possède également un grand orgue, le Compton Pipe Organ, présent dans le bâtiment depuis l'ouverture en 1932. Longtemps laissé à l'abandon, et après avoir failli disparaître au début des années 1990, l'orgue est restauré en 2007 grâce à l'insistance du conseil de l'Héritage Anglais. Le 25 juin 2007, une représentation, donnée par le claviériste Richard Hills, fait renaître l'instrument, muet depuis plus de 25 ans. Le Compton Pipe Organ est composé d'une console à quatre claviers et de très grandes chambres, hébergeant près de 1 200 tuyaux.

## Groupes et artistes notables
- A : ABBA, ABC, AC/DC, Adam Ant, Aerosmith, a-ha,Anastacia, Anthrax et Annihilator.
- B : Babyshambles, Bryan Adams, Tori Amos, Barenaked Ladies, The Beach Boys, The Beatles, Black Sabbath, Blondie, Blue Öyster Cult, Blur, David Bowie, Elkie Brooks, blink-182 et Kate Bush, Joe Bonamassa.
- C : Celtic Frost, Eric Clapton, Alice Cooper, The Clash, Culture Club, The Cult et The Cure.
- D :  David Bowie, Deep Purple, Demi Lovato, Depeche Mode, Dire Straits, Dream Theater, Bob Dylan, Hilary Duff, Duran Duran et Ian Dury.
- E : Echo and the Bunnymen, Eddie Izzard, Erasure, Europe et Evanescence.
- F : Fall Out Boy, Feeder, John Fogerty, Fish, Funeral for a Friend et Nelly Furtado.
- G : Genesis, David Gilmour, Gojira, Green Day et Guns N' Roses.
- H : Hawkwind
- I : Iggy and the Stooges, In Flames, Iron Maiden et Il Divo.
- J : The Jam, Elton John, Jonas Brothers, Tom Jones,Judas Priest et Jerry Lee Lewis.
- K : Nik Kershaw.
- L : Avril Lavigne.
- M : Marillion, Bob Marley, Metallica, Megadeth, Michael Schenker Group, Mika, Gary Moore, Morrissey, Motörhead, Mott the Hoople, McFly et Marilyn Manson.
- N : Gary Numan, Nas, New Kids on the Block, Nightwish, Nuclear Assault et Nicki Minaj.
- O : Oasis, Orchestral Manoeuvres in the Dark et Ozzy Osbourne.
- P : The Police, Prince, Poison et Passenger.
- Q : Queen
- R : The Raconteurs, Radiohead, Rainbow, Roxy Music et Rush.
- S :  Saxon, Sex Pistols, Slipknot, Soft Cell, Split Enz, Squeeze, Bruce Springsteen, Steve Hackett, Status Quo, The Stranglers, The Sweet et Supertramp.
- T : Talk Talk, Ted Nugent, Thin Lizzy, Tears for Fears, Thirty Seconds to Mars, Tool, Trivium et The Tubes.
- U : Uriah Heep, U2 et Ultravox.
- V : Van Halen et Venom.
- W :  Weezer, Whitesnake, The White Stripes, The Who et Wishbone Ash.
- Y :  Paul Young et Neil Young.
- Z : Frank Zappa

C'est vers 1979 que les premiers enregistrements de live à l'Hammersmith Odeon démarrent vraiment. Kate Bush y enregistre une vidéo live, tandis que Frank Zappa y enregistre en 1978 des parties pour son album Sheik Yerbouti et, à titre posthume, pour son album Frank Zappa Hammersmith Odeon.

## Albums et vidéos enregistrés
- Gary Numan avec Living Ornaments '79 , '80 (enregistré le 28 septembre 1979 et le 16 septembre 1980 )
- Dire Straits avec Alchemy (enregistré le 23 juillet 1983)
- Anthrax avec Oidivnikufesin (1987)
- Marillion avec The Recital Of The Script (1983)
- Camel avec Pressure Points - In concert (enregistré le 22 mai 1984)
- Steve Hacket avec Live Archives 70,80,90S - CD1-CD2 (enregistré le 30 juin 1979)
- Live at The Hammersmith Odeon (Jerry Lee Lewis) enregistré en avril 1983.